# Nomo

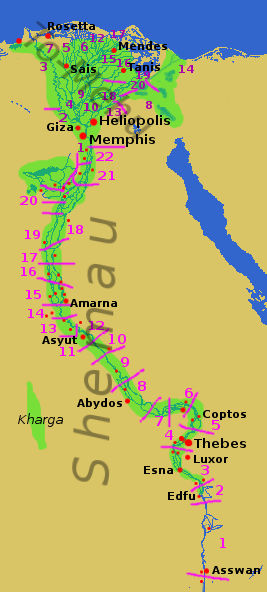
Nomos

Nomo (em grego clássico: νομός; romaniz.: nomós) ou sepate (em egípcio: sepat) era o termo que designava, genericamente, as 42 províncias do Antigo Egito. Um sistema de divisão em províncias já existia desde ao menos o começo do período faraônico (ca. 3 100 a.C.). No final da III dinastia egípcia, provavelmente durante o reinado de Huni (r. 2637–2613 a.C.), uma série de pirâmides com degraus não sepulcrais foram erigidas em certos sítios que talvez eram proto-capitais de nomos: Zauiete Emaitim, Abidos, Nacada, Alcula, Edfu, Seila e Elefantina. Alguns capitais de nomos mudaram ao longo do tempo, enquanto a localização de outros permanece incerta.
Por boa parte do período dinástico, houve 22 nomos do Alto Egito, cada um governado por um nomarca e tendo seu próprio símbolo, geralmente representado na forma de um estandarte, que eram chamados "nomo da lebre" ou "nomo do íbis". Os 20 nomos do Baixo Egito são muito posteriores e não incorporaram estandartes. Os relevos em muitos templos e santuários incluem um registro inferior junto com grupos de personificações de estados ou nomos processados em torno do edifício, portando oferendas alimentares para o culto.